# A Lei do Amor
A Lei do Amor é uma telenovela brasileira produzida e exibida pela TV Globo de 3 de outubro de 2016 a 31 de março de 2017, em 155 capítulos. Substituiu Velho Chico e foi substituída por A Força do Querer, sendo a 11.ª "novela das nove" exibida pela emissora.
Escrita por Maria Adelaide Amaral e Vincent Villari com a colaboração de Álvaro Ramos, Juliano Righetto, Letícia Mey, Marta Nehring, Paola Prestes e Rodrigo Amaral, teve a direção de Oscar Francisco, André Barros, Giovanna Machline e Natália Warth. A direção geral foi de Natália Grimberg e Denise Saraceni, também diretora artística.
Contou com a participação de Cláudia Abreu, Reynaldo Gianecchini, Vera Holtz, José Mayer, Tarcísio Meira, Alice Wegmann, Humberto Carrão e Isabella Santoni.

## Enredo

### Primeira fase
A história se inicia em 1995 na fictícia cidade de São Dimas, localizada na região metropolitana de São Paulo, sendo esta um retrato típico da sociedade e da política brasileira. Uma cidade de médio porte, que possui como principal fonte de renda uma fábrica de tecelagem chefiada pelo poderoso empresário Fausto Leitão (Tarcísio Meira) e sua esposa Magnólia (Vera Holtz), a quem a população da cidade possui verdadeira veneração. O que a maioria das pessoas da cidade não sabe é que Magnólia, por trás da falsa ternura que todos costumam ver, esconde sua verdadeira natureza: arrogante, fútil, autoritária e prepotente, sempre com sede de poder e sem nenhum escrúpulo, usando de vários artifícios para conseguir o que quer sem se importar com quem está a sua volta, tentando usar como justificativa que tudo o que faz é para manter sua família unida. Fausto é casado com Magnólia há anos e possui dois filhos biológicos, o ambicioso Hércules (João Vítor Silva) e a ingênua Vitória (Sophia Abrahão), porém Fausto teve seu primeiro filho do primeiro casamento, o honesto Pedro (Chay Suede), que não mantém uma relação amigável com sua madrasta.
Em paralelo, Helô (Isabelle Drummond) é uma moça de origem muito humilde, que mora em uma favela de palafitas com sua mãe Cândida (Denise Fraga), portadora de leucemia em estágio terminal, e seu pai alcoolista Jorge (Daniel Ribeiro), que está desempregado. Porém, em um ato de desespero de conseguir dinheiro para o tratamento da esposa, Jorge decide assaltar a fábrica de tecelagem, na qual era empregado, porém acaba sendo pego, denunciado e preso. Na prisão, ocorre uma rebelião e Jorge é morto, e algum tempo depois, Cândida também morre da doença por falta de um tratamento adequado. Esses acontecimentos deixam Helô muito amargurada, o que a faz querer colocar Fausto atrás das grades e jura vingança contra a família Leitão. Porém, ela não imaginava que pudesse conhecer Pedro, filho de Fausto, e ambos ficam apaixonados e começam a namorar. Mas eles não poderiam imaginar que uma armação de Magnólia os separaria, pois esta vê em Helô a possível ruína da família, alegando que ela estaria usando Pedro para se vingar. Então, a megera arma um plano com Fausto, que a princípio hesita e depois cede às chantagens da esposa e põe o plano em prática. Eles contratam Suzana (Gabriela Duarte), fingindo ser uma secretária da família, para dopar Pedro sem que ele perceba, coloca-o na cama e se deita do lado dele, de modo que Helô flagrasse os dois na cama e pensasse que ali ocorrera algo. A partir desse mal entendido, Helô e Pedro terminam.
Fausto cresceu como empresário às custas de muitas falcatruas cometidas por ele e Magnólia, e através de alianças com líderes políticos e religiosos locais, entre eles o senador César Venturini (Otávio Augusto). Paralelamente, Ciro (Maurício Destri) termina seu longo relacionamento com Yara (Bruna Moleiro) e começa a namorar Vitória apenas por ambição e interesse financeiro, apoiando seu sogro em suas atitudes para se manter no poder e não sentindo carinho e amor pela noiva, enquanto Hércules mantém uma relação conflituosa com a namorada Carmem (Bianca Salgueiro), com quem teve três filhos pequenos. Com sua separação com Helô e seu desentendimento com a família por não apoiar o casamento de Ciro e Vitória, Pedro resolve viajar para Londres para cursar nível superior em arquitetura. Helô, por sua vez, se apaixona e se casa com o ambicioso estudante de administração Tião Bezerra (Thiago Martins), um jovem que recentemente se tornara empresário da construção civil da cidade.

### Segunda fase
Vinte anos se passam, e São Dimas torna-se uma cidade totalmente dominada pela política, onde o progresso parece valer mais que o bem-estar dos cidadãos: empreendimentos industriais que lançam poluentes nos rios, crescimento vertical por conta da alta especulação imobiliária e cada vez mais igrejas evangélicas se instalam na cidade. Fausto está vivendo uma crise conjugal e torna-se um homem amargurado com os rumos que sua vida tomou durante todo esse tempo, e decide abandonar tudo para viver uma vida tranquila com Suzana (Regina Duarte), com quem passou a manter um caso extraconjugal. Mas isto não será nada fácil. A família de Fausto não vê com bons olhos a administração do atual prefeito da cidade, pois existe aí uma inimizade política com direito a calúnias contra o atual administrador da cidade, e lança a candidatura de Fausto à prefeitura, através de escusas alianças políticas.
Suzana descobre toda a verdade sobre sua campanha e decide mostrar a Fausto na festa de seu aniversário, e ambos decidem largar a cidade de São Dimas para contarem tudo ao Ministério Público e viverem juntos. Antes, Fausto conta a Pedro (Reynaldo Gianecchini), que retornou para a cidade, toda a verdade sobre a armação que ele e Magnólia fizeram para separá-lo de Helô (Cláudia Abreu). Porém, Magnólia descobre tudo e diz mais uma vez que será capaz de qualquer coisa para manter sua família unida. Fausto e Suzana, na hora em que decidem viajar, sofrem um atentado que causa a morte de Suzana e deixa Fausto gravemente ferido. Os responsáveis pelo atentado roubam os documentos originais, sendo os principais suspeitos Magnólia e Augusto (Ricardo Tozzi), o prefeito da cidade.
Helô torna-se uma empresária de sucesso e proprietária de uma galeria de artes, porém está vivendo uma crise no casamento com Tião (José Mayer), que passa a dar mais atenção ao trabalho do que à família, que constantemente trai Helô em muitas de suas viagens de negócios. Eles tiveram dois filhos, a recém curada de leucemia Letícia (Isabella Santoni), uma jovem incompetente e mimada, e o estudante bondoso Eduardo (Matheus Fagundes), este que mantém uma relação conturbada com o pai, que sempre demonstrou preferência pela irmã. Mas a chegada de Pedro mexe com o coração de Helô mais uma vez, e ambos decidem reviver a antiga história depois de saberem toda a verdade. Tião também esconde de todos seu rancor por Magnólia, mulher que já amou em sua juventude e que, além de ter mandado derrubar o barraco que ele e seu pai construíram quando ainda eram pobres, acabando por matá-lo de desgosto, ainda o mutilou, deixando uma cicatriz no peito que persiste até os dias atuais. Todos estes acontecimentos fazem de Tião um homem duro, que irá planejar a qualquer custo, "se utilizando de meios lícitos e ilícitos" como ele mesmo diz, para levar Magnólia à ruína. Ao longo da novela, Tião se revela um verdadeiro mau-caráter de natureza psicopata, capaz de atrocidades e atitudes suspeitas para conseguir o que quer, sem se importar com quem está a sua volta.
Ciro (Thiago Lacerda) se cansa de seu casamento e começa a maltratar a esposa Vitória (Camila Morgado), fazendo com que ela perdesse dois filhos dentro do casamento. Por conta da falta de carinho da mãe e do marido, Vitória deixou de ser uma mulher feliz e independente para se tornar muito sensível, insegura, imatura e dependente do carinho dos outros, chegando muitas vezes a enlouquecer. Grávida do terceiro bebê, e depois de muito sofrimento, deixa o lar familiar e o marido para viver com Augusto, que é também seu antigo amor do passado, a quem nunca esqueceu. Porém, a esposa de Augusto, Beth (Regiane Alves), retorna para São Dimas após morar no exterior devido as crises conjugais no casamento, sendo contratada por Magnólia para separar os dois. Entretanto, o plano acaba não adiantando quando Beth se apaixona por Ciro, sem saber que este mantém um caso com Magnólia, tal caso de muitos anos antes dela chegar à cidade, enganando toda a família e vivendo às custas do patrimônio de Fausto e às falcatruas de ambos dentro da tecelagem. Vitória descobre o romance entre Ciro e Beth e conta tudo à Magnólia, que passa a chantagear Beth para que ela saia da cidade e não volte mais a se encontrar com Ciro. Esta hesita no começo, mas depois aceita. Todavia, numa das ligações de Ciro, Beth volta para vê-lo e descobre o caso dele e Magnólia e ameaça revelar tudo, conseguindo provas contundentes para tal finalidade. Magnólia acaba por tramar uma armadilha para Beth, a obrigando a se livrar das provas e terminando por matá-la.
Hércules (Danilo Grangheia), por sua vez, havia se separado no passado com Carmem, porém a mesma desapareceu e ninguém mais sabe de seu paradeiro. Atualmente, está casado com a ex-garota de programa Luciane (Grazi Massafera), uma mulher exuberante que passa a usufruir de uma vida luxuosa. Hércules está tentando entrar para a política de São Dimas através de alianças políticas com o senador Venturini, contando com a ajuda de sua esposa, o que rende situações cômicas. Luciane tem um jeito todo espontâneo e até espevitado de ser, e assim como Pedro, é contra os mandos e desmandos de Magnólia na família e na cidade. Hércules é pai de Tiago (Humberto Carrão) – executivo da empresa do avô e noivo de Letícia –  Camila (Bruna Hamú) – jovem mimada que inicia um relacionamento com Robinson – e Ana Luíza (Bianca Müller) – estudante de cinema que sonha em ser cineasta.
A trama ainda apresenta outras histórias paralelas, como Zuza (Ana Rosa), dona de uma pensão e melhor amiga de Pedro, que foi sua babá na infância. Ela é mãe do médico Bruno (Armando Babaioff), que teve seus estudos completos, inclusive doutorado nos Estados Unidos, patrocinados por Magnólia, a quem é muito grato. Mileide (Heloísa Périssé) é uma divertida vidente que tenta ajudar a todos com suas previsões, enquanto rende situações cômicas com o namorado Jader (Érico Brás) e os filhos Gledson e Robinson. A frentista bem-humorada Salete (Cláudia Raia) é dona de um posto de gasolina bastante frequentado na cidade, e é mãe adotiva da disk jockey Flávia (Maria Flor) e da biológica Jéssica (Marcella Rica), moça ambiciosa que só pensar em se dar bem na vida. Élio (João Campos) é um jornalista que passa a investigar o assassinato de sua tia Suzana e na ligação que leva a Mag, e se envolve amorosamente com Ana Luíza, neta de sua maior inimiga. Antônio (Pierre Baitelli) é filho do advogado Olavo (Tato Gabus Mendes) e da ex-modelo Gigi (Mila Moreira), que começa como namorado de Jéssica, mas após a infidelidade desta, passa a se envolver rapidamente com Ruty Raquel (Titina Medeiros), irmã de Mileide. Yara (Emanuelle Araújo), agora braço-direito de Helô, agora está casada com Misael (Tuca Andrada), empregado da fábrica de Fausto, e são pais de Rita, Juninho e Aline (Arianne Botelho), esta uma jovem rebelde que se torna garota de programa. Isabela (Alice Wegmann) é uma inocente garçonete que se apaixona por Tiago, que passa por uma crise no noivado com Letícia por seus constantes ataques de ciúmes. Disposto a viver outro amor, Tiago começa a namorar Isabela, sem revelar que está noivo, mas quando um encontro dos dois termina em um atentado, ele acredita que Isabela morreu, porém ela retorna a cidade sob a identidade de Marina e fará vingança a ele, por descobrir que ele a enganou.

## Elenco
| Intérprete           | Personagem                                  |
| -------------------- | ------------------------------------------- |
| Cláudia Abreu        | Heloísa Martins (Helô)                      |
| Reynaldo Gianecchini | Pedro Guedes Leitão                         |
| Vera Holtz           | Magnólia Costa Leitão (Mag) / Maria Noronha |
| José Mayer           | Sebastião Bezerra (Tião)                    |
| Alice Wegmann        | Isabela Dias / Marina Ramos de Almeida      |
| Humberto Carrão      | Tiago Leitão                                |
| Isabella Santoni     | Letícia Bezerra Leitão Martins              |
| Thiago Lacerda       | Ciro Noronha                                |
| Camila Morgado       | Vitória Costa Leitão                        |
| Grazi Massafera      | Luciane Cardoso Leitão                      |
| Bianca Müller        | Ana Luíza Leitão (Analu)                    |
| Emanuelle Araújo     | Yara Garcia de Oliveira                     |
| Ricardo Tozzi        | Augusto Tavares                             |
| Regina Braga         | Silvia Noronha                              |
| Tuca Andrada         | Misael de Oliveira                          |
| Heloísa Périssé      | Mileide Chaves da Rocha                     |
| Claudia Raia         | Salete Meloni                               |
| Daniel Rocha         | Gustavo Ribeiro                             |
| Heloísa Jorge        | Laura Correia                               |
| Otávio Augusto       | Senador César Venturini                     |
| Pierre Baitelli      | Antônio Ferrari Maciel                      |
| Danilo Grangheia     | Hércules Costa Leitão                       |
| Maria Flor           | Flávia Meloni Teixeira Bezerra              |
| Marcella Rica        | Jéssica Meloni                              |
| Armando Babaioff     | Bruno Pessoa                                |
| Bruna Hamú           | Camila Costa Leitão                         |
| Titina Medeiros      | Ruty Raquel Chaves da Rocha                 |
| Érico Brás           | Jader Azevedo                               |
| João Campos          | Élio Bataglia                               |
| André Luiz Frambach  | Misael de Oliveira Junior (Juninho)         |
| Arianne Botelho      | Aline Garcia de Oliveira / Natasha          |
| Paulo Lessa          | Marcos dos Santos (Marcão)                  |
| Matheus Fagundes     | Eduardo Martins Bezerra (Edu)               |
| Bella Piero          | Xanaia                                      |
| Marcelo Várzea       | Delegado Celso                              |
| Mila Moreira         | Gioconda Moretto Ferrari (Gigi)             |
| Ana Rosa             | Zuleika Pessoa (Zuza)                       |
| Tato Gabus Mendes    | Olavo Maciel                                |
| Raphael Ghanem       | Gledson Chaves Rocha                        |
| Gabriel Chadan       | Robinson Chaves Rocha                       |
| Arlindo Lopes        | Sansão                                      |
| Priscila Camargo     | Suely Ribeiro                               |
| Hugo Resende         | Jaílson (Fininho)                           |
| Gil Coelho           | Wesley                                      |
| Bia Montez           | Leila de Oliveira[carece de fontes?]        |
| Jorge Lucas          | Ramiro dos Santos (Miro)                    |
| Maurício Machado     | Arlindo Nacib                               |
| Carmen Frenzel       | Santa de Jesus                              |
| Gustavo Merighi      | Rodney                                      |
| Carolina Lopez       | Keila                                       |
| Rafael Lozano        | David                                       |
| César Mello          | Padre Paulo                                 |
| Amanda Mirasci       | Vanessa                                     |
| Marco Marcondes      | Haroldo Clemente (Valdir)                   |
| Marjorie Bernardes   | Rita Garcia de Oliveira (Ritinha)           |
| Maria Clara Mourão   | Stella Leitão Correia da Silva (Stelinha)   |

### Participações especiais
| Intérprete          | Personagem                       |
| ------------------- | -------------------------------- |
| Tarcísio Meira      | Fausto Leitão                    |
| Regiane Alves       | Elisabeth Beltrão Tavares (Beth) |
| Isabelle Drummond   | Heloísa Martins (Helô) (jovem)   |
| Chay Suede          | Pedro Guedes Leitão (jovem)      |
| Gabriela Duarte     | Suzana Rivera (jovem)            |
| Thiago Martins      | Sebastião Bezerra (Tião) (jovem) |
| Maurício Destri     | Ciro Noronha (jovem)             |
| Sophia Abrahão      | Vitória Costa Leitão (jovem)     |
| Hugo Bonemer        | Augusto Tavares (jovem)          |
| Denise Fraga        | Cândida Martins                  |
| Daniel Ribeiro      | Jorge Martins                    |
| Bianca Salgueiro    | Carmem da Silva Leitão           |
| Regina Duarte       | Suzana Rivera                    |
| João Vítor Silva    | Hércules Costa Leitão (jovem)    |
| Bruna Moleiro       | Yara Garcia (jovem)              |
| Acauã Sol           | Misael de Oliveira (jovem)       |
| Arthur Barros       | Tiago Leitão (jovem)             |
| Theo Fernandes      | Élio Bataglia (jovem)            |
| Ana Carolina Godoy  | Magnólia Costa (jovem)           |
| Dan Ferreira        | José Carlos (Zelito)             |
| Mônica Torres       | Lia Maciel                       |
| Eriberto Leão       | Leonardo Massolo Spanzetti       |
| Tony Ramos          | Senador Roberval Mendes          |
| Marcius Melhem      | Absalam                          |
| Rafael Primot       | Paschoal Ferreto                 |
| Sylbeth Soriano     | Pupa Venturini                   |
| Gláucio Gomes       | Amaro                            |
| Paulo Carvalho      | Conrado                          |
| Anna Rita Cerqueira | Sofia                            |
| Susana Ribeiro      | Cidália Teixeira                 |
| Júlio Levy          | Pretende de Ruty Raquel          |
| Gustavo Ottoni      | Advogado de Tião                 |
| Dig Dutra           | Fonoaudióloga de Fausto          |
| Fernanda Nobre      | Gabi                             |
| Vera Gimenez        | Beatriz                          |
| Edwin Luisi         | Marco Guerra                     |
| Ricca Barros        | Claudionor                       |
| Iléa Ferraz         | Kenya Correia da Silva           |
| Simone Mazzer       | Zélia                            |
| Patrícia Selonk     | Marli                            |
| Aline Guioli        | Thaíse                           |
| Luca Pougy          | Felipe                           |
| Luciano Quirino     | Armando                          |
| José Karani         | Giba                             |
| Leonardo Netto      | Dr. Lago                         |

## Produção

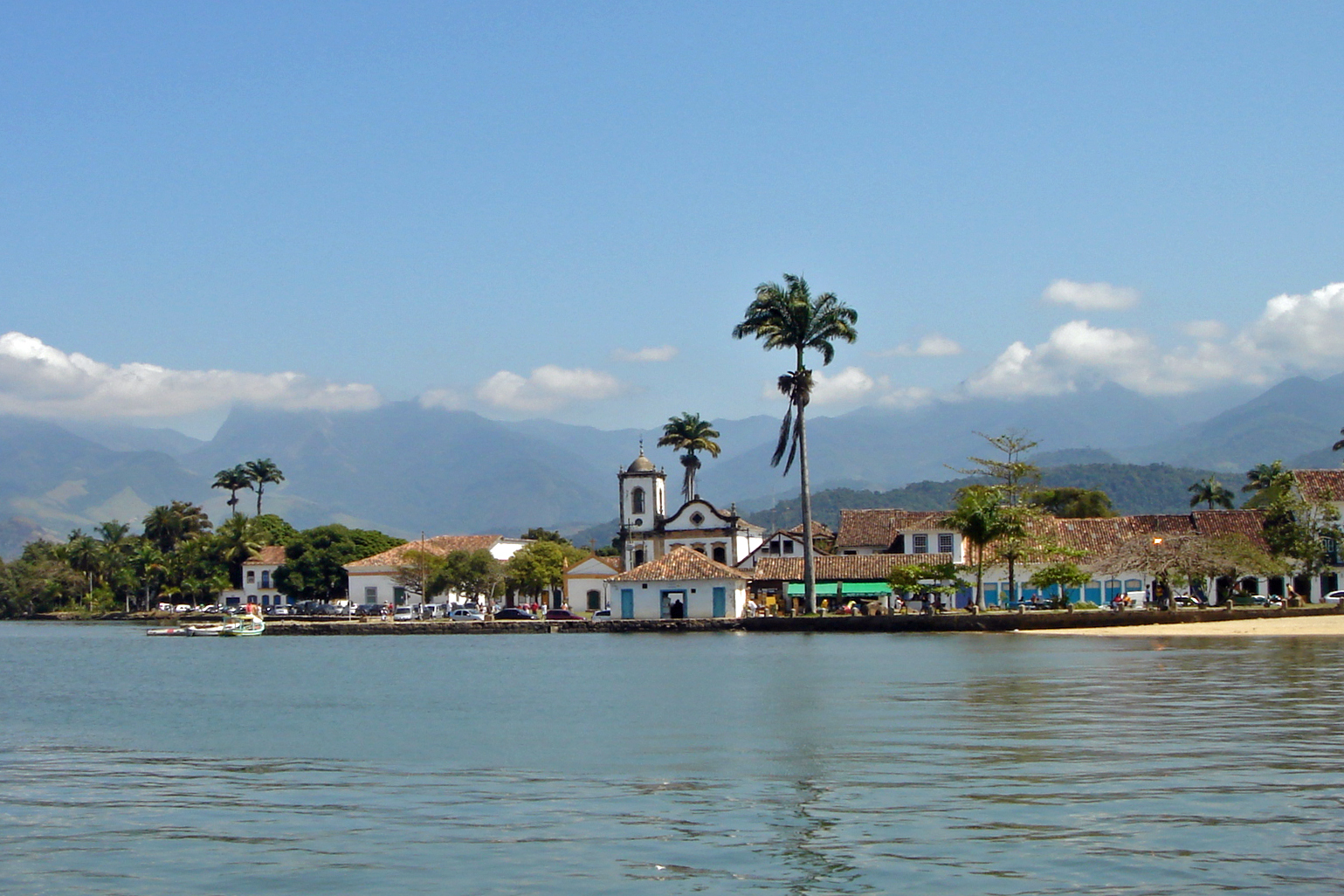
As cenas iniciais da novela foram gravadas em Paraty.

A princípio Sagrada Família seria o título definitivo, sendo registrado pela emissora, junto com Minha Sagrada Família, mas para não transmitir a ideia de que seria uma trama religiosa, a decisão foi descartada. Circulou então que A Mais Forte ou Lobo do Amor poderiam ser o novo título provisório. Entretanto, os títulos cogitados não foram bem aceitos e A Lei do Amor foi designado. A novela teve seu título definitivo anunciado em abril de 2016. As cenas da primeira fase foram rodadas em Piraí, enquanto que para os dias atuais, foram utilizados como locações Paraty, Parque Madureira no Rio de Janeiro, a Praça Carlos Gomes, Estação Cultura e Aeroporto de Viracopos em Campinas, Parque do Ibirapuera, Pinacoteca do Estado de São Paulo, Museu de Arte Moderna de São Paulo, Estação da Luz e Metrô da Sé em São Paulo. Cogitou-se Jorge Fernando, Dennis Carvalho e Rogério Gomes para a direção da trama, que ao fim coube a Denise Saraceni. Saraceni convidou Fabrício Mamberti para a direção geral, porém este foi remanejado para a série A Cara do Pai, sendo substituído por Natália Grimberg. Os nomes dos personagens de Otávio Augusto e Titina Medeiros, são referências a Dom Lázaro Venturini (Lima Duarte) de Meu Bem, Meu Mal e as gêmeas Ruth e Raquel (Glória Pires) de Mulheres de Areia.
Há várias referências a antigas novelas da Globo em A Lei do Amor. Por exemplo, segundo Cândida (Denise Fraga), o nome de sua filha Helô, era uma homenagem a personagem de mesmo nome interpretada por Dina Sfat na novela Assim na Terra como no Céu.

### Escolha do elenco
Domingos Montagner interpretaria o antagonista Tião, mas com seu remanejamento para Velho Chico, o personagem ficou para José Mayer. Além disso, Velho Chico foi a última telenovela do ator, que faleceu em 15 de setembro de 2016 por afogamento no Rio São Francisco, faltando apenas duas semanas para o fim da trama. Giulia Gam seria a intérprete de Suzana, mas após ajustes na idade da personagem, Gabriela Duarte e Regina Duarte ficaram com o papel. Antes de Thiago Lacerda ser escolhido para interpretar o fútil Ciro, Gabriel Braga Nunes e Paulo Vilhena fizeram testes para o personagem, mas acabaram não passando. Maurício Destri assumiu o papel de Ciro na primeira fase, após Caio Paduan ser remanejado para Rock Story. Daniel Rocha havia sido escalado para interpretar Augusto na primeira fase da trama, mas o ator foi remanejado inicialmente para A Força do Querer, sendo substituído por Hugo Bonemer. Porém, Daniel voltou ao elenco para assumir o papel de Gustavo, deixado por Renato Góes, que foi deslocado para protagonizar Os Dias Eram Assim. A personagem Carmem, primeira esposa de Hércules (Danilo Grangheia) e interpretada por Bianca Salgueiro nos capítulos iniciais da primeira fase, reapareceria na segunda fase sendo interpretada por Mayana Neiva. No entanto, para aumentar os crimes da vilã Magnólia (Vera Holtz), a personagem permaneceu desaparecida, e posteriormente, descobriu-se que ela havia sido assassinada pela vilã. Eduardo Sterblitch foi cogitado para interpretar o enfermeiro Jader, mas foi remanejado para o júri do programa Amor & Sexo, sendo substituído por Érico Brás.
A Lei do Amor marca o último trabalho na televisão de José Mayer, intérprete do antagonista Tião Bezerra, quando foi acusado de assédio sexual pela figurinista Su Tonani, caso que ganhou repercussão no país e o ator foi demitido da emissora. A trama também marca os últimos trabalhos de Bianca Salgueiro e Mila Moreira, sendo que a primeira abandonou a carreira artística para se dedicar a formação de engenharia mecânica, enquanto a segunda faleceu em dezembro de 2021 devido a uma parada cardíaca.

## Repercussão

### Audiência
A Lei do Amor alcançou uma média de 30.6 pontos em seu primeiro capítulo, sendo considerada a pior estreia de uma novela da Globo em audiência até então. Cada ponto do IBOPE equivale a 69 mil domicílios na Grande São Paulo. A sua antecessora, Velho Chico, marcou 35.4 pontos em sua estreia. O segundo capítulo obteve 29 pontos, seguindo em baixa.
No dia 29 de novembro, após baixos índices, a trama teve sua primeira reação e marcou 29.9 pontos no IBOPE, sendo a maior audiência desde a estreia.
Até o capítulo 30, a novela chegou a ficar quase dez pontos abaixo da meta estipulada, o folhetim até o capítulo estava obtendo 25.9 de média geral, com 30 capítulos já exibidos. Já Babilônia, fracasso retumbante do horário, tinha 24.96 pontos. A Regra do Jogo estava um pouco pior, com 24.83, e Velho Chico com 28.93.[carece de fontes?]
Na véspera do natal, A Lei do Amor atingiu sua menor audiência. Segundo os dados divulgados pelo IBOPE, a novela marcou 15.3 de média em São Paulo, metade da audiência de sua estreia.
Em um dos capítulos mais aguardados da trama, quando a vilã Magnólia finalmente é desmascarada, a novela igualou o seu maior desempenho pela sexta vez, atingindo 30.1 pontos no IBOPE. Seu primeiro recorde aconteceu no dia 26 de janeiro de 2017 quando atingiu 31.4 pontos no IBOPE.
Até meados de fevereiro de 2017, A Lei do Amor obteve média de 26 pontos de audiência, uma grande recuperação do mesmo número visto em dezembro de 2016. No mesmo período, sua antecessora Velho Chico obteve 28 pontos. No Rio de Janeiro, a média mensal de janeiro foi de 29 pontos de audiência.
Em seu penúltimo capítulo, A Lei do Amor bateu recorde, marcando 36 pontos de média, 38 de pico e 50% de share. Em seu último capítulo, registrou 37.6 pontos de média na Grande São Paulo, superando as audiências de Velho Chico e Babilônia. Porém, terminou com a segunda pior média geral do horário até aquele momento, com 27.2 pontos, título esse que foi superado por outras tramas, anos mais tarde. 

### Prêmios e indicações
| Ano  | Prêmio                    | Categoria                  | Indicação                                  | Resultado | Ref.    |
| ---- | ------------------------- | -------------------------- | ------------------------------------------ | --------- | ------- |
| 2016 | Prêmio Quem de Televisão  | Melhor Atriz               | Cláudia Abreu                              | Indicado  | [ 111 ] |
| 2016 | Prêmio Quem de Televisão  | Melhor Atriz               | Vera Holtz                                 | Indicado  | [ 111 ] |
| 2016 | Prêmio Quem de Televisão  | Melhor Atriz Coadjuvante   | Grazi Massafera                            | Venceu    | [ 111 ] |
| 2016 | Prêmio Quem de Televisão  | Melhor Ator Coadjuvante    | Otávio Augusto                             | Indicado  | [ 111 ] |
| 2016 | Prêmio Quem de Televisão  | Melhor Autor               | Maria Adelaide Amaral e Vincent Villari    | Indicado  | [ 111 ] |
| 2017 | Prêmio Extra de Televisão | Melhor Atriz               | Vera Holtz                                 | Indicado  | [ 112 ] |
| 2017 | Prêmio Extra de Televisão | Melhor Atriz Coadjuvante   | Grazi Massafera                            | Indicado  | [ 112 ] |
| 2017 | Prêmio Extra de Televisão | Melhor Revelação Masculina | Danilo Grangheia                           | Indicado  | [ 112 ] |
| 2017 | Prêmio Extra de Televisão | Melhor Tema Musical        | "Maior", de Dani Black e Milton Nascimento | Indicado  | [ 112 ] |
| 2017 | Troféu Imprensa           | Melhor Atriz               | Grazi Massafera                            | Indicado  | [ 113 ] |
| 2017 | Troféu Internet           | Melhor Novela              | A Lei do Amor                              | Indicado  | [ 114 ] |
| 2017 | Troféu Internet           | Melhor Atriz               | Grazi Massafera                            | Venceu    | [ 114 ] |

## Exibição
A Lei do Amor estava prevista para substituir A Regra do Jogo, com estreia para março de 2016, no entanto, em setembro de 2015, a telenovela foi adiada para o segundo semestre do ano seguinte devido à sua forte trama política, que poderia afastar o público num momento onde novelas muito realistas eram rejeitadas pelo público e estavam com baixos índices de audiência, como Babilônia e A Regra do Jogo, sendo que a primeira chegou a fazer a Globo a perder a liderança em diversas capitais por causa do sucesso de Os Dez Mandamentos, telenovela da RecordTV, exibida no mesmo horário. Em nota, o diretor de Dramaturgia diária da Globo informou que o adiamento se dava pelo fato da novela coincidir com as eleições municipais no Brasil em 2016, afirmando que a obra de Maria Adelaide Amaral "é muito boa e traz uma trama política que poderia ficar prejudicada". Glória Perez e a dupla Duca Rachid e Thelma Guedes chegaram a enviar suas sinopses, mas a substituta de A Regra do Jogo acabou sendo a trama mais cotada até então, Velho Chico, de Benedito Ruy Barbosa, cuja sinopse estava aprovada e alguns capítulos já estavam escritos, ficando reservado para a sequência A Lei do Amor na disputa pelo horário com as demais.

### Exibição internacional
A Lei do Amor estreou em Portugal, através da SIC, em 14 de novembro de 2016, substituindo Liberdade, Liberdade, e sendo substituída por A Força do Querer.
A Lei do Amor estreou no Uruguai, através da Teledoce, com o título Sombras del Ayer ("Sombras de Ontem", em tradução literal), em 13 de maio de 2019, substituindo a telenovela turca Elif no horário das 18 horas, que foi transferida para as 17 horas, com o fim da reprise da telenovela brasileira Avenida Brasil.

## Música

### Volume 1
Capa: Isabelle Drummond, Chay Suede, Cláudia Abreu e Reynaldo Gianecchini como Heloísa e Pedro, respectivamente na primeira e segunda fase.
| N.º | Título                                                 | Música                | Personagem        | Duração |  |
| 1.  | "Bachianas Brasileiras N.º 2 (O Trenzinho do Caipira)" | Ney Matogrosso        | Abertura          | 3:56    |  |
| 2.  | "Blue"                                                 | Blubell               | São Paulo         | 3:42    |  |
| 3.  | "No Meu País" (com Xande de Pilares)                   | Zélia Duncan          |                   | 2:42    |  |
| 4.  | "Step by Step"                                         | New Kids on the Block | Posto de gasolina | 4:26    |  |
| 5.  | "Meu Recado"                                           | Alice Caymmi          | Ciro e Vitória    | 3:57    |  |
| 6.  | "Lovesong"                                             | Edson Cordeiro        | Ciro e Beth       | 4:37    |  |
| 7.  | "Chuva no Mar" (com Marisa Monte)                      | Carminho              | Helô              | 5:06    |  |
| 8.  | "Estado de Poesia"                                     | Chico César           | Salete e Gustavo  | 5:24    |  |
| 9.  | "What's Up?"                                           | 4 Non Blondes         | Helô e Pedro      | 4:56    |  |
| 10. | "Levanta"                                              | Renata Jambeiro       | Salete            | 3:05    |  |
| 11. | "Folgado"                                              | Marília Mendonça      | Mileide e Jáder   | 2:54    |  |
| 12. | "Partículas do Amor"                                   | Márcia Castro         |                   | 3:25    |  |
| 13. | "Por Enquanto"                                         | Cássia Eller          | Tiago e Letícia   | 4:03    |  |
| 14. | "The Rip Tide"                                         | Beirut                | Helô e Pedro      | 4:21    |  |

### Volume 2
O segundo álbum da trilha sonora da novela apresenta um repertório de 21 canções que conjuga sucessos internacionais com clássicos nacionais. A arte da capa estão as personagens Isabela / Marina e Tiago Leitão interpretados por Alice Wegmann e Humberto Carrão.
| N.º | Título                                | Música                   | Personagem             | Duração |  |
| 1.  | "Don't Wanna Fight"                   | Alabama Shakes           |                        |         |  |
| 2.  | "Water Under the Bridge"              | Adele                    | Helô                   |         |  |
| 3.  | "Maior" (com Milton Nascimento)       | Dani Black               | Helô e Pedro           |         |  |
| 4.  | "A Distância"                         | Roberto Carlos           | Magnólia e Tião        |         |  |
| 5.  | "Aos Meus Pés"                        | João Bosco               |                        |         |  |
| 6.  | "Pessoa"                              | Marina Lima              | Vitória                |         |  |
| 7.  | "Duele El Corazón" (com Wisin)        | Enrique Iglesias         | Flávia                 |         |  |
| 8.  | "É Bom Para o Moral"                  | Rita Cadillac            | Luciane                |         |  |
| 9.  | "Fogo"                                | Gaby Amarantos           | Salete                 |         |  |
| 10. | "Estrela Blue"                        | Simone Mazzer            | Magnólia               |         |  |
| 11. | "Miracle"                             | Above & Beyond           | Isabela/Marina e Tiago |         |  |
| 12. | "Não Demora"                          | Adriana Calcanhotto      |                        |         |  |
| 13. | "Fogueira"                            | Angela Ro Ro             |                        |         |  |
| 14. | "Perdóname"                           | Pablo Alborán            |                        |         |  |
| 15. | "Grito de Alerta"                     | Gonzaguinha e Maria Rita |                        |         |  |
| 16. | "Era Pra Ser"                         | Maria Bethânia           | Tiago e Letícia        |         |  |
| 17. | "O Que Aconteceu Com o Nosso Amor?"   | Andrea Marquee           |                        |         |  |
| 18. | "Quem Leva a Vida Sou Eu"             | Lenine                   | Tecelagem              |         |  |
| 19. | "Cowboy Fora da Lei"                  | Raul Seixas              | Hércules               |         |  |
| 20. | "Happy, Happy Birthday, Baby" (Bônus) | The Tuneweavers          |                        |         |  |
| 21. | "O Calhambeque (Road Hog)" (Bônus)    | Roberto Carlos           |                        |         |  |

### Outras canções
A Lei do Amor ainda conta com as seguintes canções:
- Qui Nem Jiló , Gonzaguinha
- Brand New Day, Lorena Simpson com Filipe Guerra
- Asa Branca, Luiz Gonzaga
- Criança, Marina Lima